# 王襲
王 襲（おう しゅう、生年不詳 - 501年）は、北魏の官僚。字は元孫。本貫は太原郡晋陽県。

## 経歴
王叡の子として生まれた。14歳で父の蔭官により抜擢されて中散となり、総中部をつとめた。481年（太和5年）、父が死去すると、都曹・尚書令となり、吏部曹・中部を兼ね、中山王の爵位を嗣いだ。490年（太和14年）の文明太后の死後も孝文帝の側近にあり続けたが、待遇は低下し、実務から遠ざかった。鎮西将軍・秦州刺史となり、さらに并州刺史に転じた。492年（太和16年）、中山公に降格された。493年（太和17年）、洛陽遷都に従い、治安の安定を報告して、孝文帝を喜ばせた。しかし民衆に教唆して、実情を糊塗していたことが発覚し、2等の降格を言い渡された。496年（太和20年）、事件により御史中尉による弾劾を受けたが、赦免された。501年（景明2年）、死去した。平南将軍・豫州刺史の位を追贈された。諡は質といった。

## 子女
- 王忻（汝南王元悦の下で太尉記室参軍となったが、河陰の変で殺害された）
- 王誕（字は永安、龍驤将軍・正平郡太守となったが、河陰の変で殺害された）
- 王殖（字は永興、司空城局参軍）
- 王永業（司空参軍事）

## 伝記資料
- 『魏書』巻93 列伝第81
- 『北史』巻92 列伝第80